# بروس دبليو. بانستر
بروس دبليو. بانستر هو سياسي أمريكي، ولد في 21 يوليو 1972 في غرينفيل في الولايات المتحدة. نشط حزبياً في الحزب الجمهوري. وقد انتخب عضو مجلس نواب كارولاينا الجنوبية ‏.

## وصلات خارجية
- الموقع الرسمي